# 坦尚尼亞異唇鱨
坦尚尼亞異唇鱨，為輻鰭魚綱鯰形目倒立鯰科的其中一種，分布於非洲坦尚尼亞Wami河流域，喜棲息在流速快的溪流，體長可達12.6公分，可做為食用魚或觀賞魚。